# 窒化物
窒化物（ちっかぶつ、英: nitride）は、低電気陰性度原子と窒素との化合物で、窒素の酸化数は-3である。水素、炭素、臭素、ヨウ素の窒化物は、それぞれアンモニア、ジシアン（いずれも慣用名）、三臭化窒素、三ヨウ化窒素と呼ばれる。また、窒素は過窒化物 (N22-)、アジ化物 (N3-) も形成する。
窒素はフッ素・酸素・塩素以外の元素より電気陰性度が大きい。これは、窒化物がとても大きな一群を形成していることを意味する。ゆえに、窒化物は様々な特性、用途を持つ。

## 窒化物イオン
窒化物イオン (N3-) は、酸化物イオンおよびフッ化物イオンと等電子的で、そのイオン半径は約170 pmである。窒化物イオンは酸化物イオンに比べてπ供与性が強いため、金属-窒素結合長が短い様々な窒化物錯体を作る。

## 用途
- 潤滑剤；窒化ホウ素
- 切削素材；窒化ケイ素
- 絶縁体；窒化ホウ素、窒化ケイ素
- 半導体；窒化ガリウム
- 金属塗装；窒化チタン
- 水素吸蔵；窒化リチウム

## 分類
このように多様な物質の分類法は必然的に恣意的となる。以下は構造で分類したものである。
- 水素の窒化物 - アンモニア、ヒドラジン、トリアザン
- イオン結晶 - 窒化リチウム、窒化ベリリウム
- 共有結合結晶
  - 三次元構造 - 窒化リン、窒化ホウ素
  - ダイヤモンド型 - 窒化ガリウム
  - 分子状（揮発性） - 四硫化四窒素
- 格子構造 - 窒化チタン
- 中間構造 - 窒化鉄

### イオン結晶
- アルカリ金属の窒化物 (Li3N、Na3N、K3N) は容易に単一な構造をとる。窒化ナトリウム[1]と窒化カリウム[2]は有機金属気相成長法（MOVPE法）により、金属原子と窒素原子を液体窒素で冷却したサファイア基板上に同時に置くことによって合成される。これらは不安定な化合物である。
- アルカリ土類金属の窒化物 (Mg3N2、Be3N2、Ca3N2)
- 第3族元素の窒化物（e.g 窒化スカンジウム）
- 第11族元素の窒化物（e.g 窒化銅）
- 第12族元素の窒化物（e.g 窒化亜鉛）

アルカリ金属とアルカリ土類金属の窒化物は水素ガスや水と反応してアンモニアを形成する。

### 共有結合結晶
三次元構造
窒化臭素、窒化リン、窒化ケイ素が含まれる。
ダイヤモンド型窒化物
アルミニウム、ガリウム、インジウムのダイヤモンド型窒化物は、四面体構造のウルツ型をとる。例えば、窒化アルミニウムはアルミニウム原子と窒素原子が互いに四面体の4頂点で隣り合った構造をしている。この構造はすべての炭素原子が四面体構造をとった六方晶ダイヤ（ロンズデーライト）に類似している。しかし、ウルツ型は閃亜鉛鉱とダイヤモンドとは相対的な配向で異なる。これには窒化タリウム(I)が該当する。窒化タリウム(III)は知られていない。
分子状
これにはジシアン、二硫化二窒素、四硫化四窒素が含まれる。また、硫黄は他に重合した窒化物を形成する。これは金属導体であり、一次元金属と呼ばれる。

### 格子構造
格子状窒化物はホスト金属の格子に窒素原子が収容できる程、大きさが十分に違う遷移金属原子と窒素原子の間で形成する。この状態は第4族、第5族、第6族元素、すなわちチタン、バナジウム、クロムなどで起こる。第4族元素と第5族元素の窒化物は融点が高く化学的に安定である。

### 中間的構造
第7族、第8族元素の遷移金属の窒化物は分解しやすく、例えば窒化鉄は200 °Cで分解する。貴金属については白金の薄膜、金とオスミウムの窒化物の合成が広く研究されている。しかしこれらは、その構造と特性についていくつかの議論の余地がある。窒化白金と窒化オスミウムには窒化物とは呼べないような N2 ユニットを含んでいると考えられているからである。